# اولنا چکان
اولنا چکان (اوکراینی: Олeнa Вacилівнa Чeкaн؛ ۲۶ آوریل ۱۹۴۶ – ۲۱ دسامبر ۲۰۱۳ (aged 67)) بازیگر، فیلم‌نامه‌نویس، روزنامه‌نگار اهل اتحاد جماهیر شوروی سوسیالیستی بود.